# محمد شبل (ضابط)
اللواء محمد شبل ضابط سابق بالجيش المصري، اسمه بالكامل محمد شبل إبراهيم. تخرج في الكلية الحربية عقب ثورة 23 يوليو 1952م بقليل، وعمل في سلاح المشاة، ثم خرج على المعاش برتبة اللواء. تفرغ للكتابة في الصحف والمجلات المصرية منددا بالإرهاب والأفكار المتطرفة، ونشر الكثير من مقالاته ودراساته في مجلة أكتوبر، أصدر كتابا واحدا جمع فيه بعض مقالاته.